# Gregor Strasser
Gregor Strasser (ur. 31 maja 1892, zm. 30 czerwca 1934 w Berlinie) – niemiecki polityk narodowosocjalistyczny, twórca strasseryzmu, zamordowany w Berlinie podczas nocy długich noży.

## Nauka i służba w wojsku
Gregor Strasser i jego młodszy brat Otto urodzili się w katolickiej rodzinie urzędnika sądowego, mieszkającego przy rynku Geisenfeld w Górnej Bawarii. Uczęszczał do liceum ogólnokształcącego i po zdaniu egzaminów końcowych odbył praktykę jako aptekarz w wiosce Frontenhausen w Dolnej Bawarii od roku 1910 do 1914. W 1914 roku rozpoczął studia na Wydziale Farmacji Uniwersytetu Ludwika i Maksymiliana w Monachium, które przerwał w tym samym roku, by zaciągnąć się na ochotnika do niemieckiej armii. Strasser wziął udział w I wojnie światowej i dosłużył się stopnia porucznika. Za zasługi został odznaczony Krzyżem Żelaznym Pierwszej i Drugiej Klasy.
W 1918 wznowił studia na Uniwersytecie Fryderyka i Aleksandra w Erlangen. W 1919 roku razem z bratem Ottonem wstąpił do prawicowych Freikorpsów, na czele których stał Franz von Epp (1868–1946). W tym samym roku zdał egzamin państwowy, a w roku 1920 zaczął pracę jako aptekarz w Landshut. Założył także Sturmbataillon Niederbayern (Batalion Szturmowy Dolna Bawaria). Jako jego adiutant służył młody Heinrich Himmler. W połowie marca 1920 roku Freikorpsy Strassera były gotowe do wzięcia udziału w nieudanym puczu Kappa-Lüttwitza. W tym samym czasie jego brat Otto dowodził socjalistyczną Rote Hundertschaft (Czerwoną Grupą Stu), walczącą przeciw zamachowi stanu tego prawicowego, „reakcyjnego” skrzydła.

## Kariera we wczesnej NSDAP
Niedługo potem Gregor Strasser dowodził Ludowym Związkiem Obronnym (Völkischer Wehrverband), jedną z nacjonalistycznych grup paramilitarnych. W 1921 połączyły się one z siłami NSDAP, która powstała rok wcześniej w Monachium. W listopadzie 1923 roku wziął czynny udział w zakończonym klęską puczu monachijskim. Za szczególny udział w zdradzie stanu został skazany w kwietniu 1924 r. na półtora roku pozbawienia wolności. Karę odbywał w twierdzy w Landsbergu, która uchodziła w Rzeszy Niemieckiej za honorowe miejsce odosobnienia. Po kilku tygodniach został zwolniony, gdyż 4 maja 1924 r. wybrano go na posła do Landtagu Bawarii z ramienia powiązanego z nazistami Bloku Ludowego (Völkischer Block).
7 grudnia 1924 r. uzyskał mandat do 3. Reichstagu (Parlamentu Niemieckiego) Republiki Weimarskiej. Został wybrany z listy Niemieckiej Ludowej Partii Wolności (Deutschvölkische Freiheitspartei), która tymczasowo zastępowała NSDAP (nielegalną od listopada 1923 roku do lutego 1925 roku). Strasser utrzymywał stanowisko w Reichstagu do grudnia 1932 roku.
Po oficjalnym odtworzeniu partii nazistowskiej przez Adolfa Hitlera w monachijskiej piwiarni Bürgerbräukeller 26 lutego 1925 roku, Strasser został pierwszym gauleiterem Dolnej Bawarii/Górnego Palatynatu. Po podziale tych regionów, był gauleiterem Dolnej Bawarii (od 1 października 1928 roku do 1929 roku). Od 30 czerwca 1926 roku do początków 1928 roku został Kierownikiem Propagandy w NSDAP (NSDAP Reichspropagandaleiter). Od stycznia 1928 roku do grudnia 1932 roku był nazistowskim kierownikiem organizacyjnym (Reichsorganisationsleiter). Gregor Strasser zreorganizował całą strukturę NSDAP, zarówno formacje regionalne, jak i hierarchię w głównym kierownictwie partii. Partia nazistowska stała się organizacją silnie scentralizowaną z własnymi mechanizmami kontroli i z dużym potencjałem propagandowym.
Strasserowska wizja zmiany struktur w krajowym kierownictwie nazistów została wcielona na drodze uchwał zwanych Politische Organisation, podjętych 15 lipca 1932.

## Reformy organizacyjne Strassera
Po roku 1925 talent organizatorski Strassera pomógł NSDAP zrobić wielki krok od marginesowej południowoniemieckiej lokalnej partii do ogólnonarodowej partii masowej, przemawiającej do niższych klas społecznych swoimi tendencjami ku socjalizmowi. Liczba członków zwiększyła się z ok. 27 000 w roku 1925 do ponad 800 000 w roku 1931. Strasser rozszerzył wpływy NSDAP na północne i zachodnie obszary Niemiec. W tych regionach partia stała się tak silnym i dobrze zorganizowanym związkiem, że wkrótce zgromadziła więcej członków niż południowa sekcja partii kierowana przez Hitlera. Ponadto w marcu 1926 roku zorganizował podstawy berlińskiej sekcji SA (Oddziały Szturmowe) pod dowództwem Kurta Daluege’a, górnośląskiego aktywisty nazistowskiego. Z inicjatywy Strassera partia NSDAP powołała też własną organizację do spraw zagranicznych (NSDAP/AO). Razem z bratem Ottonem założył w marcu 1926 roku berlińską filię wydawnictwa Kampf-Verlag, które wydawało między innymi programowy tygodnik „Der Nationale Sozialist”.
Bracia Strasserowie niepodzielnie rządzili berlińskim skrzydłem partii. Wykształcili niezależny program ideologiczny, który różnił się od programu południowego skrzydła partii, dowodzonego przez Hitlera. Głosili oni – początkowo przy poparciu bliskiego
współpracownika Gregora Strassera w Nadrenii i Westfalii, Josepha Goebbelsa – anty-kapitalistyczny, społeczno-rewolucyjny kurs NSDAP, mocno nasiąknięty antysemityzmem i antymarksizmem.
Przy udziale Północno-Zachodniej Wspólnoty Pracy (Arbeitsgemeinschaft Nordwest), założonej w roku 1925, Gregor Strasser stworzył narzędzie do przeforsowania programu społeczno-politycznego i gospodarczego lewicowego odłamu NSDAP. 14 lutego 1926 roku Hitler skutecznie obronił się przed frakcją „narodowo-bolszewicką” w czasie konferencji kierownictwa partii, która odbyła się w Bambergu. Zapewniono Hitlerowi całkowitą dominację w NSDAP, a 1 lipca 1926 wykonano zarządzenie o rozwiązaniu Arbeitsgemeinschaft Nordwest.

## Konflikt z Hitlerem i śmierć
Programowa i osobista rywalizacja z Adolfem Hitlerem dramatycznie wzmogła się, gdy w grudniu 1932 roku kanclerz Kurt von Schleicher zaproponował Gregorowi Strasserowi stanowisko wicekanclerza i urząd premiera Prus. Von Schleicher miał nadzieję, że przy pomocy Strassera uda mu się dokonać rozłamu w NSDAP i przeciągnąć lewe skrzydło partii nazistowskiej na stronę narodowych konserwatystów. Mogłoby to zapobiec przejęciu władzy przez Hitlera. Jednak na skutek interwencji Hitlera plan kanclerza nie powiódł się. Strasser postanowił zrezygnować z członkostwa w NSDAP. Wrócił do działalności wydawniczej. Od czerwca 1931 r. publikował tygodnik „Die Schwarze Front” („Czarny Front”), który ze względu na niewielki nakład (10 000 kopii) miał niewielki wpływ na opinię publiczną.
W czasie czystek w łonie partii, zwanych przez nazistowską propagandę puczem Röhma, Strasser został aresztowany i zamordowany 30 czerwca 1934 na osobisty rozkaz Hitlera. Zabójcy zastrzelili go przez okno jego celi.
Chociaż Strasser ostatecznie poniósł porażkę jako polityk, jego narodowo-rewolucyjne tezy polityczne, w połączeniu z socjalizmem, do dziś wywierają wpływ na niektóre kierunki neonazizmu.